# Arocephalus lacteus
Arocephalus lacteus är en insektsart som beskrevs av Alexander Fyodorovich Emeljanov 1962. Arocephalus lacteus ingår i släktet Arocephalus och familjen dvärgstritar. Inga underarter finns listade i Catalogue of Life.